# Filiberto Ojeda Ríos

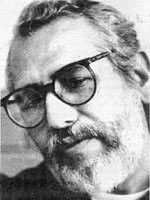
Ojeda Ríos

Filiberto Ojeda Ríos (* 26. April 1933 in Naguabo, Puerto Rico; † 23. September 2005 in Hormigueros, Puerto Rico) war Anführer der militanten puerto-ricanischen Unabhängigkeitsbewegung Volksarmee Boricua, besser bekannt als Los Macheteros. Diese Bewegung kämpfte mit militärischen und terroristischen Mitteln für die Unabhängigkeit Puerto Ricos von den Vereinigten Staaten. Ojeda Ríos stand als „Verantwortlicher General“ der Macheteros während der 1990er Jahre auf der Liste der meistgesuchten Personen des FBI. Er wurde im Alter von 72 Jahren erschossen, als FBI-Agenten ihn festzunehmen versuchten.

## Leben
Filiberto Ojeda Ríos zog 1961 mit seiner Familie nach Kuba, wo er vom kubanischen Geheimdienst zum Agenten ausgebildet wurde. Ein Jahr später kehrte er nach Puerto Rico zurück, angeblich um amerikanische Militäranlagen auszuspionieren.
1967 gründete er die militante Unabhängigkeitsbewegung Movimiento Independentista Revolucionario Armado (MIRA), die er fortan leitete. Als die MIRA Anfang der 1970er Jahre von der Polizei ausgehoben wurde, wurde auch Ojeda Ríos verhaftet.
Nach seiner Freilassung zog er nach New York City und gründete gemeinsam mit ehemaligen MIRA-Mitgliedern die Fuerzas Armadas de Liberación Nacional (FALN), die 1977 in Ejército Popular Boricua (Volksarmee Boricua) umbenannt wurde. Die Organisation wurde meist Los Macheteros genannt.
Sie bekannte sich in den folgenden Jahrzehnten zu etwa hundert Bombenanschlägen auf Puerto Rico und in den Vereinigten Staaten. Im Jahre 1978 erschossen die Macheteros einen puerto-ricanischen Polizisten, bei zwei Feuerüberfällen auf unbewaffnete amerikanische Marineangehörige erschossen sie 1979 und 1982 insgesamt drei Seeleute und verwundeten zwölf weitere.
Bei dem Überfall auf den Stützpunkt Muniz der Air National Guard bei San Juan am 12. Januar 1981 zerstörten die Macheteros elf A7-D Corsair-Kampfflugzeuge. Der Schaden belief sich auf 45 Millionen US-Dollar.
Am 12. September 1983 überfielen Macheteros eine Geldtransport-Zentrale der Wells Fargo in West Hartford (Connecticut). Dabei erbeuteten sie 7,2 Millionen Dollar, was zu diesem Zeitpunkt die größte je erzielte Beute bei einem Raubüberfall in den Vereinigten Staaten war. Ein Teil der Beute wurde angeblich unter den Armen Puerto Ricos verteilt, der Großteil diente jedoch der Finanzierung weiterer bewaffneter Aktionen.
Als das FBI Ojeda 1985 verhaftete, eröffnete er das Feuer und verletzte einen der Beamten schwer. Seinen Anwälten gelang es, das Strafverfahren bis 1989 zu verschleppen. Ein puerto-ricanisches Gericht verurteilte ihn wegen des Vorfalls bei seiner Verhaftung lediglich zu einer Bewährungsstrafe und zum Tragen einer elektronischen Fessel. Am 23. September 1990 entfernte er die Fessel und tauchte unter.
Im Juli 1992 wurde er wegen des Wells-Fargo-Überfalls in Abwesenheit zu 55 Jahren Gefängnis und einer Geldstrafe von 600.000 Dollar verurteilt.
In den folgenden Jahren gab er puerto-ricanischen Zeitungen gelegentlich Interviews, vorzugsweise am puerto-ricanischen Nationalfeiertag, dem 23. September, dem Jahrestag des Grito de Lares, des ersten Aufstands der Puerto-Ricaner gegen die Spanier im Jahre 1868. Den amerikanischen und puerto-ricanischen Behörden gelang es jedoch nicht, ihn aufzuspüren. Die Macheteros traten allerdings nur noch selten in Erscheinung.
Etwa seit 1999 lebte er mit seiner Frau Beatriz Rosado auf einer einsam gelegenen Farm im Südwesten Puerto Ricos.

## Tod
Erst am 20. September 2005 wurde er dort vom FBI aufgespürt. Die Agenten beobachteten das Haus zunächst nur, hatten aber am 23. September den Eindruck, Ojeda habe ihre Anwesenheit bemerkt. Daher entschlossen sie sich zum Zugriff. Beim ersten Versuch ihn festzunehmen feuerte Ojeda Ríos mit der Pistole auf die FBI-Agenten. Einer von ihnen wurde durch einen Bauchschuss schwer verwundet. Danach kam es noch zu zwei weiteren Schusswechseln. Die Einsatzleitung entschloss sich, Verstärkung anzufordern und abzuwarten. Zwischendurch ergab sich die Ehefrau Ojedas und wurde in Gewahrsam genommen. Ojeda Ríos machte sich ebenfalls bemerkbar und sagte, dass er sich den Beamten ergeben werde, wenn diese die Presse (vertreten durch den Journalisten Jesús Dávila) als Zeugen riefen. Dieser Wunsch wurde ignoriert. Als das FBI nach etwa 20 Stunden in das Haus eindrang, fand man Filiberto Ojeda Ríos tot hinter der Tür liegend. Er hatte einen Lungendurchschuss erlitten und war daran langsam verblutet.
Als sich die Nachricht vom Tod Ojeda Ríos in Puerto Rico verbreitete, wurde dem FBI von Seiten der puerto-ricanischen Unabhängigkeitsbewegung vorgeworfen, es habe den Verletzten absichtlich verbluten lassen oder gar seine Ermordung genau am Nationalfeiertag geplant, um ein Exempel zu statuieren.
In Puerto Rico kam es zu Demonstrationen, der Leichnam Ojedas wurde einige Tage lang in der Hauptstadt aufgebahrt. Der Trauerzug begann morgens in San Juan, zog an tausenden die Straßen säumenden Menschen vorbei und endete Stunden später in seinem Geburtsort Río Blanco, einem Teilort von Naguabo. An der Beerdigung nahmen über 5000 Menschen teil. Ojeda Ríos’ Beerdigung wurde vom höchsten Vertreter der katholischen Kirche in Puerto Rico, Erzbischof Roberto González Nieves, Ex-Gouverneur Rafael Hernández Colón und zahlreichen weiteren Würdenträgern begleitet.

## Folgen
Puerto Ricos Comision de Derechos Civiles (Kommission für Menschenrechte) fertigte eine Untersuchung an, die das FBI schwer belastete
1. Das FBI ging mit exzessiver Gewalt vor.
2. Das FBI verwendet militärische Waffen bei der Verhaftung eines Zivilisten,
3. Obwohl das FBI behauptet, dass "Herr Ojeda Rios zuerst geschossen hatte", war der erste Schütze das FBI.
4. Die Verhaftung von Herrn Ojeda Rios hätte ohne Gewalt vorgenommen werden können.
5. Das FBI wusste, dass Herr Ojeda Rios lebensgefährlich verwundet worden war, aber es war nachlässig bei der Bereitstellung von medizinischer Betreuung für ihn.
6. Das FBI hinderte medizinisches Personal auf dem Gelände, Rios zu helfen.
7. Das FBI blockiert den Zugang von Medien und von Mitgliedern der Regierung von Puerto Rico zum Gelände in einer unverhältnismäßig und unnötigen Weise.
8. Das FBI hat keinen Kontakt zu den Nachrichtenmedien aufgenommen und hatte Maßnahmen ergriffen, die es  für Fotojournalisten unmöglich machten ihre Arbeit zu machen.
9. Das FBI stellte an Behörden der Regierung des Commonwealth von Puerto Rico Anforderungen, die wären sie erfüllt worden, eine Verletzung der Bürgerrechte bedeutet hätten.
10. Das FBI blockiert den Zugang zu den benachbarten Wohngebieten und gefährdete so das Leben und die Sicherheit der Kinder, der älteren und behinderten Bewohner der Gegend.
11. Das FBI marginalisiert die Hilfe der  Polizei Puerto Ricos in der Operation und behandelte Personal der Regierung von Puerto Rico mit einer abschätzigen und arroganten Haltung.
12. Trotz des Fehlens eines formellen Antrages an die höchsten Ebenen der Polizei Puerto Ricos scheint es unwahrscheinlich, dass die  Polizei Puerto Ricos nicht wusste, dass das FBI sich anschickte, eine Operation gegen Herrn Ojeda Rios durchzuführen,
13. Das FBI war nicht berechtigt, den  Forschern des puerto-ricanischen Instituto de Ciencias Forenses (Institut für Rechtswissenschaften, ICF) den Zugang zum Tatort zu verweigern. Dies stellte eine Verletzung der Gesetze des Commonwealth von Puerto Rico dar
14. Das FBI ist für die illegale Tötung von Herrn Filiberto Ojeda Rios verantwortlich.[3]

## Weiteres
- Die Hip-Hop-Gruppe Calle 13 schrieb das Stück Querido FBI (Sehr geehrtes FBI), um gegen die Umstände Ojeda Ríos’ Tod zu protestieren.[4]

## Zeitungsartikel
- ECOS de Espana y Latinoamérica, „El Che Guevara de Puerto Rico“, Dezember 2005.